# Eisen-Gerbsäure-Reaktion
|  | Dieser Artikel wurde auf der Qualitätssicherungsseite der Redaktion Chemie eingetragen. Dies geschieht, um die Qualität der Artikel aus dem Themengebiet Chemie formal und inhaltlich auf ein in der Wikipedia gewünschtes Niveau zu bringen. Wir sind dankbar für deine Mithilfe, bitte beteilige dich an der Diskussion (neuer Eintrag) oder überarbeite den Artikel entsprechend. |

Die Eisen-Gerbsäure-Reaktion, auch Eisen-Gerbstoff-Reaktion, ist eine chemische Wechselwirkung zwischen eisenhaltigen Verbindungen und phenolischen Inhaltsstoffen im Holz, insbesondere Gerbstoffen (Tanninen), die zur Ausbildung charakteristischer Schwarz- oder Blauverfärbungen führt. Diese Reaktion ist insbesondere im Kontext von Holzverarbeitung, Konservierung und Restaurierung von Bedeutung.

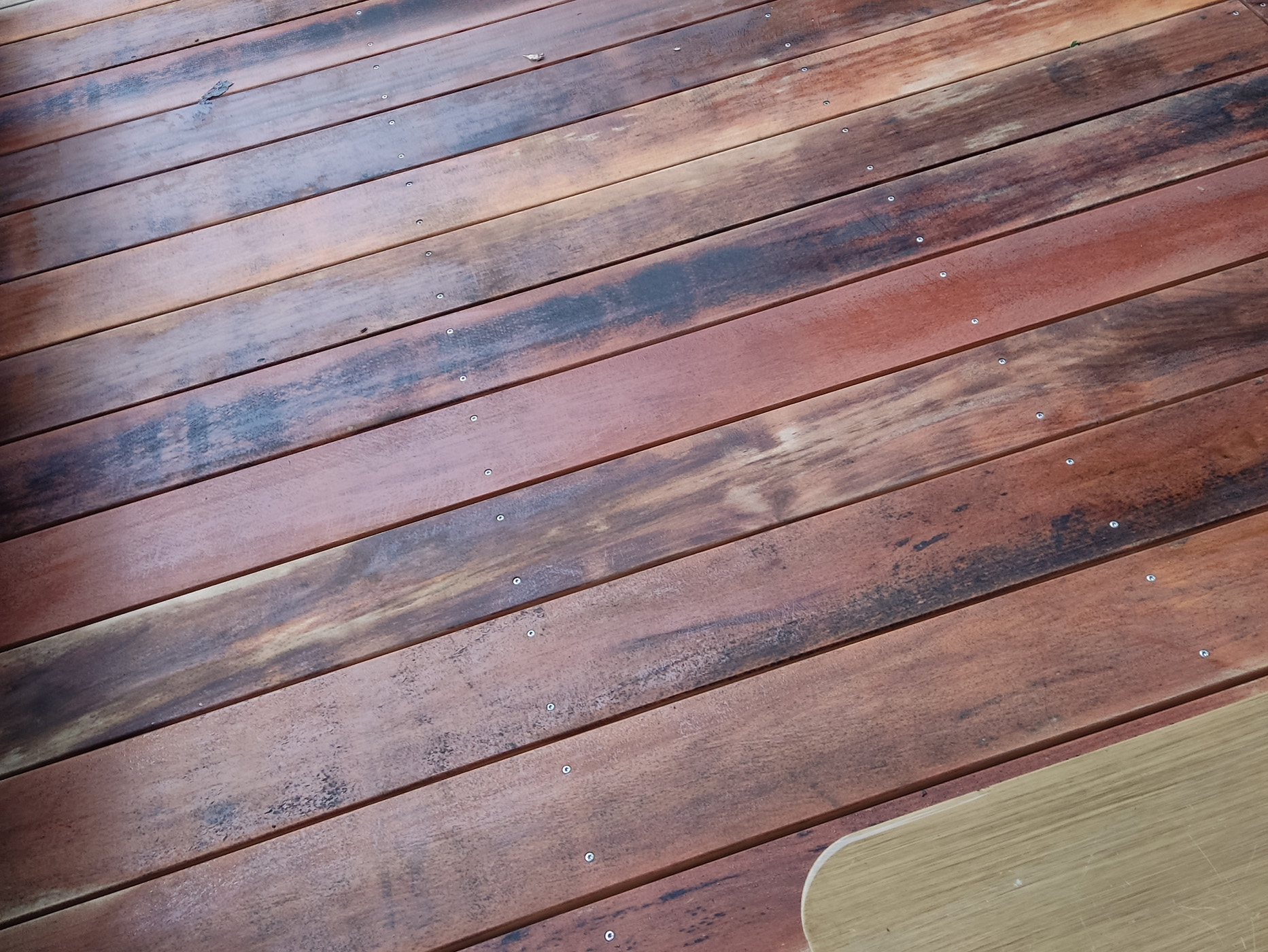
Holzdielen, welche eine Eisen-Gerbstoff-Reaktion zeigen

## Chemischer Hintergrund
Tannine sind sekundäre Pflanzenstoffe aus der Gruppe der Polyphenole, die in zahlreichen Holzarten, insbesondere in Eichenholz (Quercus spp.), Kastanie (Castanea spp.) oder Robinie (Robinia pseudoacacia), in höheren Konzentrationen enthalten sind. Sie besitzen eine hohe Affinität zu Metallionen, insbesondere zu dreiwertigem Eisen (Fe3+), teilweise auch zu zweiwertigem Eisen (Fe2+).
Kommt eisenhaltiges Material – etwa durch Nägel, Schrauben, Eisenstaub oder eisenhaltiges Wasser – mit tanninreichem Holz in Kontakt, so kann eine Reaktion zwischen den Tanninen und den Eisenionen stattfinden. Dabei entstehen Eisen(III)-tannat-Komplexe, die farblich als blau-schwarze bis tiefschwarze Verfärbungen in Erscheinung treten. Nachfolgend ist diese Reaktion vereinfacht dargestellt:
Die genaue chemische Zusammensetzung der resultierenden Komplexe ist abhängig von Art und Konzentration der Tannine sowie dem Oxidationszustand des Eisens. In sauerstoffreicher Umgebung oxidiert Fe2+ leicht zu Fe3+, was die Intensität der Verfärbung verstärkt.

## Einflussfaktoren
- Holzart: Eichenholz enthält besonders viel Gallotannin und Ellagtannin, die stark mit Eisen reagieren. Nadelhölzer wie Fichte oder Kiefer enthalten deutlich weniger Tannine und sind daher seltener betroffen.
- Feuchtigkeit: Die Reaktion wird durch Feuchtigkeit begünstigt, da sie die Mobilität der Ionen sowie den Kontakt zwischen den Reaktionspartnern erhöht.
- pH-Wert: Ein saurer pH-Wert begünstigt die Komplexbildung.

## Bedeutung in Praxis und Konservierung
Die Eisen-Gerbsäure-Reaktion ist in der Praxis häufig unerwünscht, da sie zu ästhetisch störenden Verfärbungen und potenzieller Materialschädigung führen kann. Typische Szenarien sind:
- Verfärbungen durch eisenhaltige Befestigungsmittel: Nägel oder Schrauben aus unbehandeltem Eisen führen bei Kontakt mit tanninreichem Holz zu dunklen Rändern.
- Wasserschäden: Eisenhaltiges Wasser kann bei Kontakt mit Holzoberflächen Verfärbungen hervorrufen.
- Restaurierung: In der Denkmalpflege ist die Identifikation dieser Reaktionen wichtig für geeignete Maßnahmen.

## Prävention und Behandlung
- Verwendung nicht-reaktiver Metalle: Edelstahl, Messing oder verzinkte Befestigungsmittel reduzieren das Risiko.
- Oberflächenbehandlung: Lacke oder Öle können den Kontakt zwischen Metallionen und Holzinhaltstoffen verhindern.
- Fleckentfernung: Oxalsäure wird zur Entfernung von Eisen-Tannat-Flecken eingesetzt.